# Dictyophara iranica
Dictyophara iranica är en insektsart som beskrevs av Rauno E. Linnavuori 1962. Dictyophara iranica ingår i släktet Dictyophara och familjen Dictyopharidae. Inga underarter finns listade i Catalogue of Life.